# Helmut Kroiss

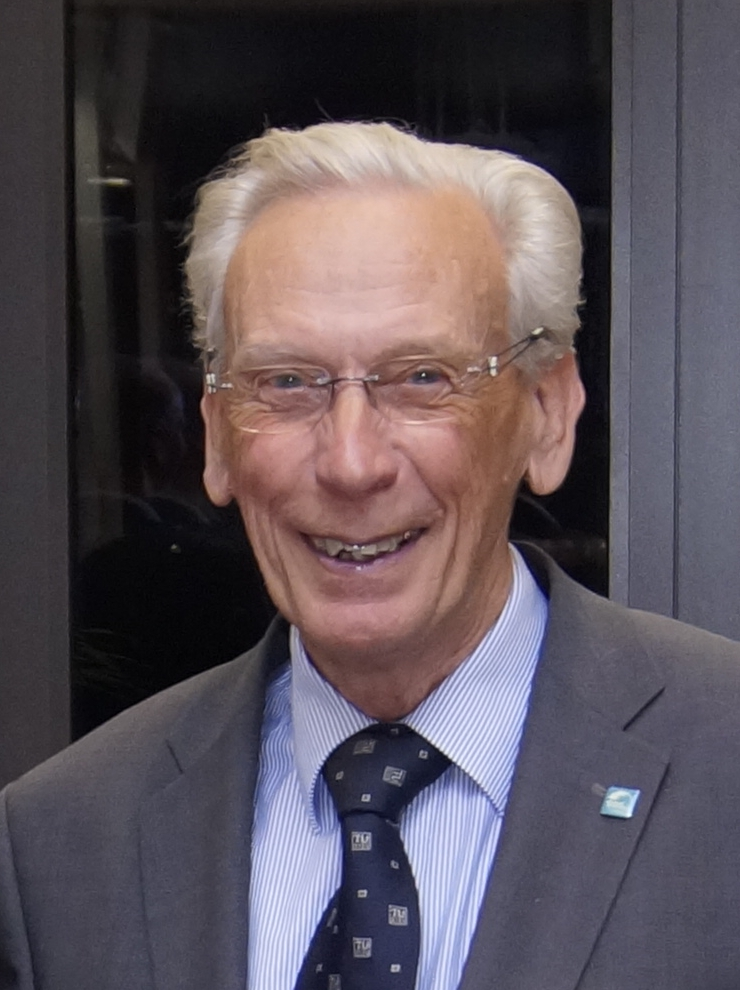
Helmut Kroiss, 2018

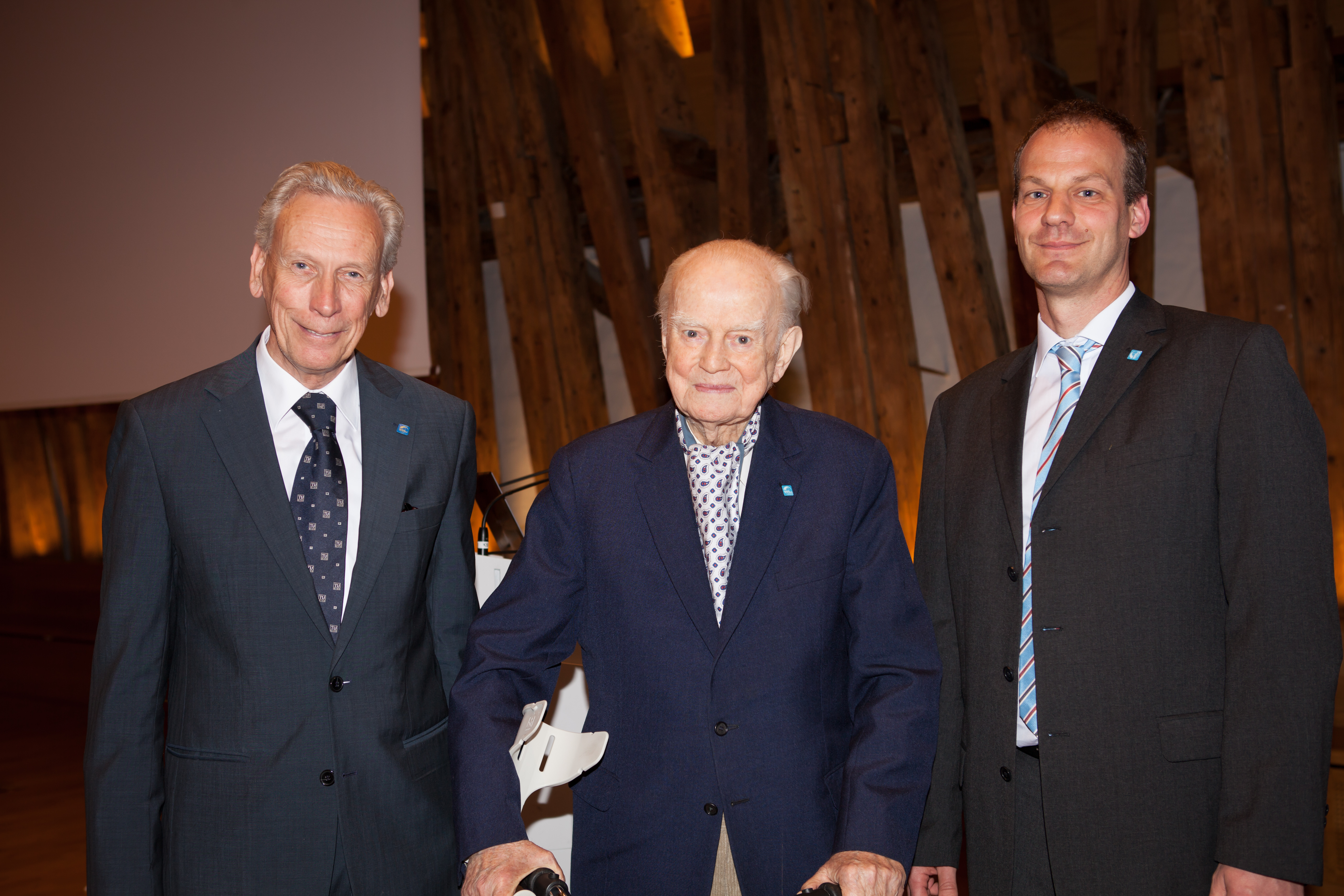
Die drei iwr-Professoren, 2014 (v. l. n. r.: Helmut Kroiss, Wilhelm von der Emde, Jörg Krampe)

Helmut Kroiss (* 22. Juli 1944 in Mauterndorf/Salzburg) ist ein österreichischer Bauingenieur und emeritierter Professor der Technischen Universität Wien. 1987 wurde er als Nachfolger von Wilhelm von der Emde an das Institut für Wassergüte und Ressourcenmanagement (IWR) der TU Wien berufen, welches er bis zur Emeritierung 2012 leitete.

## Leben
Helmut Kroiss wurde am 22. Juli 1944 in Mauterndorf im salzburgischen Lungau geboren. Dort besuchte er von 1950 bis 1954 die Volksschule. Seine weitere Schulzeit absolvierte er an der Bundeserziehungsanstalt Graz-Liebenau (BEA, heute: BG/BORG HIB Graz Liebenau), wo er 1962 maturierte. Ab 1962 studierte er Bauingenieurwesen an der Technischen Universität Wien, Studienrichtung Wasserbau. 1971 schloss er sein Studium mit dem Grad eines Diplom-Ingenieurs ab. Nach Ableistung des Militärdienstes arbeitete er von 1972 bis 1985 als Assistent von Wilhelm von der Emde am Institut für Wassergüte und Landschaftswasserbau, (heutiger Name: Institut für Wassergüte und Ressourcenmanagement) der TU Wien.
Sein Doktoratsstudium beschloss Helmut Kroiss 1977 mit einer Dissertation zum Thema: „Ein Beitrag zur Reinigung von Zuckerfabriksabwasser.“ Die Arbeit entstand im Zuge einer Untersuchung im Auftrag der Zuckerindustrie. Ziel war es, ein Abwasserreinigungsverfahren zu entwickeln, bei dem das bei der Produktion anfallende vorgeklärte Wasch- und Schwemmwasser aus der Zuckerproduktion biologisch gereinigt und anschließend im innerbetrieblichen Kreislauf geführt werden kann. Der aufgezeigte erfolgreiche Lösungsweg diente als Vorbild für eine Umsetzung in anderen Industriezweigen. 1985 habilitierte Helmut Kroiss mit Arbeiten zur anaeroben Abwasserreinigung und erhielt die Lehrbefugnis an der TU Wien für das Fachgebiet Abwasserreinigung.
Es folgten zwei Jahre als Leiter der Forschungs- und Entwicklungsabteilung für Wasser- und Abwasserfragen bei der VÖEST-ALPINE AG Linz, bevor er 1987 als Nachfolger Wilhelm von der Emdes an die TU Wien zurückkehrte. Er leitete den Fachbereich Wassergütewirtschaft des Institutes sowie, alternierend mit Paul Brunner, das gesamte Institut für Wassergüte und Ressourcenmanagement bis zu seiner Emeritierung 2012.
Auch nach seiner Emeritierung ist Helmut Kroiss in nationalen sowie internationalen wissenschaftlichen Gremien tätig, so z. B. beim ÖWAV – Österreichischer Wasser- und Abfallwirtschaftsverband, bei der DWA – Deutsche Vereinigung für Wasserwirtschaft, Abwasser und Abfall, und der IWA (International Water Association), deren Präsidentschaft er von 2014 bis 2016 innehatte.

## Leistungen
Zu Beginn seiner beruflichen Laufbahn war er gemeinsam mit von der Emde in Forschungen im Rahmen der Internationalen Gewässerschutzkommission für den Bodensee (IGKB) eingebunden. Sein erstes internationales Projekt beschäftigte sich mit Regenentlastungsanlagen, woraus der Bericht Nr. 14 der IGKB entstand, dessen Inhalte seinerseits in das Arbeitsblatt ATV-A 128 (1977/1) der DWA integriert wurden. Es folgten Untersuchungen zur Reinigung des Wiener Abwassers nach dem Belebtschlammverfahren. Helmut Kroiss betrieb über zwei Jahre lang Versuche, die die Grundlagen für die Auslegung der Wiener Kläranlage bildeten. Aufgrund seines Konzeptes wurde erstmals ein Selektor zur Blähschlammbekämpfung eingesetzt.
Einen Hauptschwerpunkt seiner Tätigkeiten stellte die Reinigung von Industrieabwasser dar. Basierend auf seinen Forschungen wurde auch für Industrieabwasser (Zuckerabwasser) erstmals das das Konzept des Selektors zur Bekämpfung von Blähschlamm angewandt. Auf diesen Arbeiten basiert seine Dissertation, die er 1977 abschloss.
Einen weiteren Schwerpunkt seiner Tätigkeit bildete die von der Energiekrise der 1970er-Jahre ausgelöste Beschäftigung mit der anaeroben Abwasserreinigung. Die umfangreichen experimentellen Untersuchungen wurden zum Grundstein eines patentierten Verfahrens zur anaeroben Reinigung von Industrieabwasser, dem EKJ-Verfahren (Emde-Kroiss-Jungbunzlauer), das Kroiss gemeinsam mit seinem Mentor Wilhelm von der Emde in Kooperation mit einer österreichischen Firma entwickelte und welches zur energiesparenden Behandlung konzentrierter Industrieabwässer eingesetzt wurde. Die größte dieser Anlagen, mit 30.000 m³ Reaktorvolumen, wurde für die Zitronensäurefabrik in Pernhofen errichtet.
Darüber hinaus lag ein Schwerpunkt seiner wissenschaftliche Tätigkeit beim Themenbereich Energieminimierung für Kläranlagen sowie Energierückgewinnung aus Abwasser und Abfällen: Arbeiten in diesem Gebiet befassten sich mit der Frage, wie ein energieautarker Betrieb einer Kläranlage, z. B. der Hauptkläranlage Wien erreicht werden kann, oder die Zuckerproduktion auf Energieautarkie umgestellt werden kann, indem im Produktionsprozess Erdgas durch Biogas wird, welches bei der anaeroben Behandlung der Rübenreste anfällt.
Auch mit dem Thema Nährstoffemissionen und Flussgebietsmanagement setzte er sich intensiv auseinander. Das EU-Projekt daNUbs beschäftigte sich unter seiner Leitung mit Nährstoffemissionen in das Einzugsgebiet der Donau und deren Auswirkungen auf das Schwarze Meer.
Seine Arbeit schuf auch Grundlagen im Bereich Benchmarking auf Kläranlagen.
Des Weiteren beschäftigte er sich mit Fragen der Klärschlammverwertung und -entsorgung bis hin zu Ernährung und Nachhaltigkeit sowie Klimawandel im Zusammenhang mit der Wassergütewirtschaft.
Helmut Kroiss leitete nationale und internationale Projekte auf den Gebieten industrieller und kommunaler Abwasserbehandlung, Anlagenplanung und -betrieb sowie, in späteren Jahren, zunehmend im Bereich Flussgebietsmanagement, in Österreich, Deutschland, Singapur, Indonesien, Indien, China, Hong Kong, Finnland, Kroatien, Slowenien und Ungarn. Er engagierte sich außerdem, in Fortführung der Arbeit seines Vorgängers, in Zusammenarbeit mit dem Österreichischen Wasser- und Abfallwirtschaftsverband (ÖWAV), in der Ausbildung von Klärfachpersonal. In diesem Rahmen organisierte und leitete er Fachkurse und half auch in den Jahren nach der „Ostöffnung“ entsprechende Trainingsprogramme z. B. in Mazedonien aufzubauen.
Beim Österreichischen Wasser- und Abfallwirtschaftsverband war Helmut Kroiss von 1996 bis 2002 Vizepräsident sowie Präsident. Danach, von 2002 bis 2015 war er Vorstandsmitglied. Seit 2006 ist er Ehrenpräsident des ÖWAV.
Seine Expertise stellte er auch in den Dienst internationaler, fachrelevanter außeruniversitärer Organisationen und wissenschaftlicher Gremien.
2001 wurde Helmut Kroiss ordentliches Mitglied der Europäischen Akademie der Wissenschaft und Künste und er ist langjähriges Mitglied des technisch-wissenschaftlichen Komitees der European Water Association (EWA).
Helmut Kroiss war Anfang der 2000er-Jahre als Berater für die Abwasserentsorgung des Großraumes Paris tätig und ist seit 2004 Mitglied bei der Syndicat interdépartemental pour l’assainissement de l’agglomération parisienne (SIAAP).
Besondere Aktivitäten entwickelte er als Vertreter Österreichs im Board of Directors der International Water Organisation (IWA). 2004 bis 2008 hatte er den Vorsitz des „International Program Comittee“ inne. 2008 erfolgte seine Aufnahme in den „Council of Distinguished Water Professionals“.
Helmut Kroiss war auch Chairman of the IWA Publishing Committee und Editor-in-Chief von Water Science and Technology, Water Science and Technology : Water Supply und Water Practice and Technology (Journale des Verlages der IWA), sowie Chairman der IWA Specialist Group ‘Design, Operation and Costs of Large Wastewater Treatment Plants’. Sowohl 1995 als auch 2007 organisierte er die in Wien stattfindenden Konferenzen dieser Specialist Group, welche sein Vorgänger, Wilhelm von der Emde, ins Leben gerufen hatte. Auf dem IWA-World Water Congress and Exhibition 2014 in Lissabon wurde Helmut Kroiss zum Präsidenten der IWA ernannt. Dieses Amt übte er bis 2016 aus.
Neben der Leitung des Instituts bekleidete er diverse Ämter an der Fakultät für Bauingenieurwesen und im Senat der TU Wien. So war er von 1988 bis Sept. 2010 Mitglied des Senats der TU Wien. Er war Prodekan der Fakultät für Bauingenieurwesen in den Studienjahren 1992/93 und 1993/94 sowie deren Dekan in den Studienjahren 1994/95 bis 1997/98. Das Amt des stellvertretenden Vorsitzenden des Senats bekleidet er von Oktober. 2003 bis September 2010.
Ende der 1990er-Jahre war er maßgeblich am Aufbau des deutschsprachigen Studienlehrgangs „Wasserbau“ an der Universität für Architektur, Bauingenieurwesen und Geodäsie in Sofia, Bulgarien, beteiligt, wofür er 2003 ein Ehrendoktorat dieser Universität erhielt. 2013 war er als Gastprofessor an der Universiti Teknologi Malaysia.

## Auszeichnungen und Ehrungen
National
- 2002: Österreichisches Ehrenkreuz für Wissenschaft und Kunst I. Klasse
- 2006: Ehrenpräsident des Österreichischen Wasser- und Abfallwirtschaftsverbandes
- 2010: Goldene Ehrennadel des Österreichischen Wasser- und Abfallwirtschaftsverbandes
- 2020: Johann Joseph Ritter von Prechtl-Medaille

International
- 2000: Ehrenmitglied der Bulgarischen Vereinigung für Wasserwirtschaft
- 2002: Votocek Medaille der Chemisch Technologischen Universität Prag
- 2003: Ehrendoktorat der Universität für Architektur, Bauingenieurwesen und Geodäsie, Sofia
- 2004: Ehrenmitgliedschaft ATV/DVWK
- 2005: William Dunbar Medaille der European Water Association (EWA)
- 2008: Ernennung zum Mitglied des Council of Distinguished Water Professionals of the International Water Association (IWA)

## Werke (Auswahl)
- H. Kroiss: Anaerobe Abwasserreinigung. In: Wilhelm v. d. Emde (Hrsg.): Wiener Mitteilungen. Band 73, TU Wien, 1988.
- B. Raschauer, E. Morscher, H. Schröfelbauer, H. Kroiss: Lebenselement Wasser – Rechtliche, ökonomische und ökologische Aspekte der Nutzung. Facultas, 2003, ISBN 3-85076-617-9.
- C. Schmelz, H. Haider, H. Kroiss, W. Schönbäck, W. Becker, E. Matzner: Ökologie – Mensch – Ökonomie; Marktwirtschaft und Gemeinwohl in der Wasser- und Energiewirtschaft. Facultas, 2004, ISBN 3-85076-660-8.
- K. Rosenwinkel, H. Kroiss, N. Dichtl, C. Seyfried, P. Weiland (Hrsg.): Anaerobtechnik: Abwasser-, Schlamm- und Reststoffbehandlung. Springer, 2015, ISBN 978-3-642-24894-8.